# 조만소어의
《조만소어의》(중국어 간체자: 刁蛮俏御医, 정체자: 刁蠻俏御醫, 병음: Diāo mán qiào yù yī 댜오만차오위이[*], Unruly Qiao 언루리 챠오[*])는 중국의 텔레비전 드라마.

## 등장 인물
- 장나라 : 하천심(何天心) 역
- TAE : 주역(朱曆) 역
- 가오하오(高昊) : 장철삼(張哲三) 역
- 차이뎨(蔡蝶) : 조상응(趙湘凝) 역